# Nhà thờ chính tòa Oviedo
Vương cung Thánh đường nhà thờ chính tòa thủ phủ Thánh Đấng Cứu Thế hay Nhà thờ chính tòa San Salvador (tiếng Tây Ban Nha: Catedral Metropolitana Basílica de San Salvador, tiếng Latinh: Sancta Ovetensis) là một nhà thờ chính tòa Giáo hội Công giáo Rôma và vương cung thánh đường nhỏ ở trung tâm Oviedo, ở vùng Asturias, phía bắc Tây Ban Nha.

## Chôn cất
- Thánh Eulogius of Córdoba
- Fruela I of Asturias
- Munia Lopez de Gascogne, vợ của Fruela I
- Teresa de Leon, vợ của Sancho I of León
- Jimena De Pamplona, vợ của Alfonso III of Asturias
- Thánh Leocadia, tro cốt sau đó di chuyển đến Oviedo
- Thánh Pelagius (912-925)